# Deutsche Dichterakademie
Die Deutsche Dichterakademie (auch Wartburgkreis) wurde im April 1930 von Börries von Münchhausen und Hans von der Gabelentz gegründet und sollte eine korrigierende Gegenkraft gegen die (ihrer Meinung nach) zu demokratiefreundliche und international ausgerichtete Preußische Akademie der Künste sein. Seinen Vorstellungen gemäß sollten sich dort nationalistische Schriftsteller und Politiker treffen und miteinander vernetzen.
Ihr Sitz war auf der Wartburg, deren Burghauptmann der Cousin Münchhausens Hans von der Gabelentz Anfang der 1930er Jahre wurde.
Die von der Akademie veranstalteten Dichtertage fanden in den Jahren 1932, 1933, 1935, 1936 und 1937 auf der Wartburg statt, wobei in einer Dichterehrung jeweils die „Silberne Wartburgrose“ verliehen wurde. Die erste Wartburgrose wurde an Heinrich Lilienfein verliehen.
Im Zuge der Machtergreifung und damit verbunden der Gleichschaltung wurde die preußische Dichterakademie, die Abteilung 3 der Preußischen Akademie der Künste, 1933 neu geordnet und zur „Deutschen Akademie der Dichtung“ erklärt. Viele Mitglieder mussten sie verlassen, unter ihnen Thomas Mann und Alfred Döblin. Der preußische Kultusministers Bernhard Rust berief andere Dichter wie Werner Beumelburg, Agnes Miegel, Börries von Münchhausen oder Hans Carossa. Letzterer nahm die Berufung nicht an. Von Münchhausen gewann so großen Einfluss auf die Kulturpolitik der Nationalsozialisten.

## Personen
- Agnes Miegel
- Hans Grimm
- Hans Friedrich Blunck
- Erwin Guido Kolbenheyer
- Hanns Johst